# 세네갈강

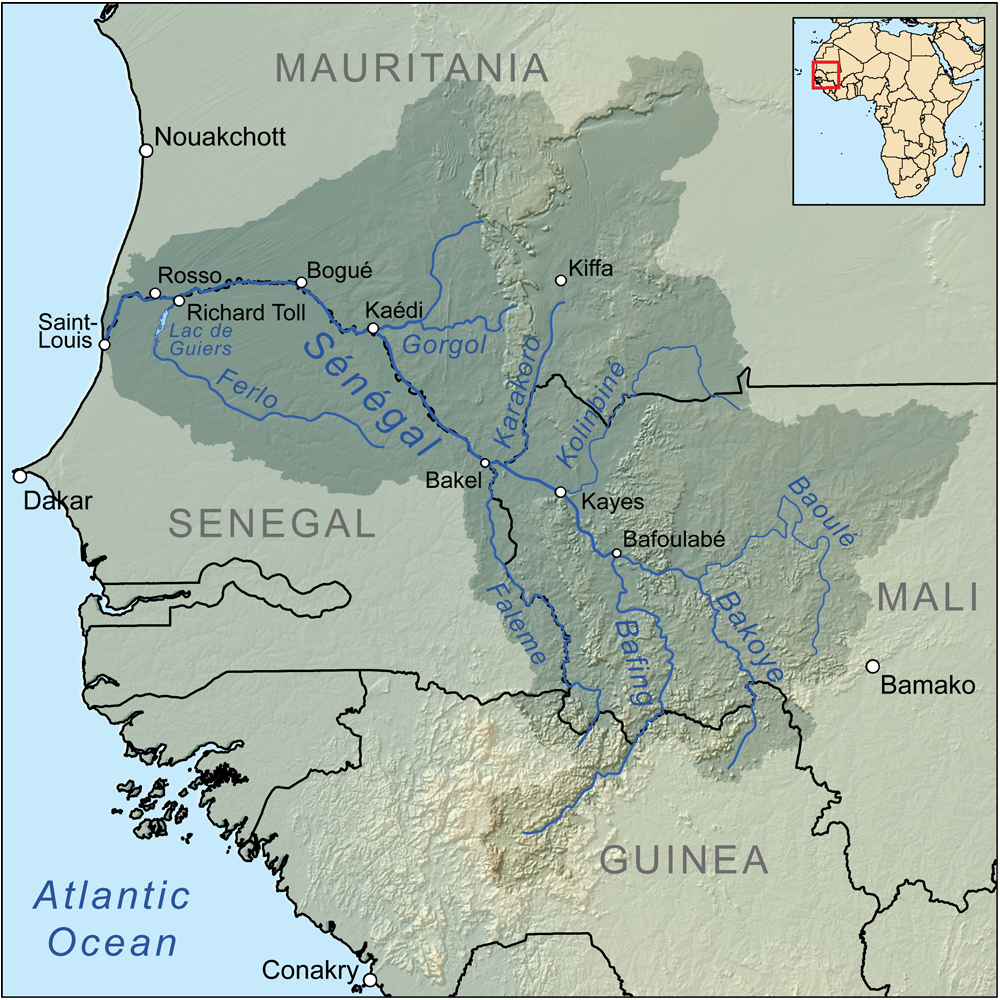
세네갈강의 지도

세네갈강(Sénégal River)은 아프리카서부에 있는 강이다. 길이는 1790 km로 아프리카 서부에서 가장 길다. 이 강에는 댐이 두 개 있다.